# Pseudobottegia bilocularis
Pseudobottegia bilocularis är en skalbaggsart som beskrevs av Duffy 1955. Pseudobottegia bilocularis ingår i släktet Pseudobottegia och familjen långhorningar.
Artens utbredningsområde är Burundi. Inga underarter finns listade i Catalogue of Life.